# Museo de Arte Contemporáneo de Cusco
Das Museo de Arte Contemporáneo de Cusco (Museum für zeitgenössische Kunst von Cusco) befindet sich im Palacio del Cabildo an der Plaza Regocijo im historischen Zentrum von Cusco in Peru und zeigt Werke nationaler und internationaler Künstler in mehr als 50 Wechselausstellungen pro Jahr mit einer ständigen Sammlung von Künstlern aus Cusco.

## Geschichte
Gegründet wurde das Museum 1995 vom Bürgermeister von Cusco Daniel Estrada Pérez mit der Spende nationaler und internationaler Kunstwerke des Sammlers Luis Rivera Dávalos sowie lokaler Institutionen. Das Museum besitzt eine Sammlung von über 280 Werken. Es hat seinen Hauptsitz im historischen Stadtpalast, dem Palacio del Cabildo, der 1848 erbaut wurde, und teilt sich diesen mit dem Sitz des Bürgermeisters und des Kongresszentrums der Stadt. Das Gebäude ist Teil der historischen Zone von Cusco, die seit 1972 zum historischen Denkmal von Peru erklärt wurde.

## Museum
In der ständigen Sammlung des Museums sind die Werke berühmter Kunsthandwerker aus dem Viertel San Blas hervorzuheben, sowie die Gemälde von Francisco Olázo, Óscar Olázo, Morales Cuentas, Emilio Mendizábal und die Skulpturen von Alberto Quintanilla.
Das Museum verfügt über drei Ausstellungsräume. Die ersten beiden befinden sich im ersten Stock und zeigen Wechsel- und Wanderausstellungen. Der zweite Raum überblickt den Innenhof des Palastes, in dem Kunsthandwerk zeitgenössischer Künstler aus Cusco ausgestellt ist. Der dritte Raum befindet sich im zweiten Stock und ist der Dauerausstellung klassischer und zeitgenössischer Künstler gewidmet. Dort werden die Werke von Edilberto Mérida, Antonio Olave und Hilario Mendívil ausgestellt. Zu den repräsentativsten Werken gehört das Gemälde „Río Vilcanota“ (1897) der Künstlerin Remigia Mendoza.
Die Institution organisiert lateinamerikanische Treffen plastischer Künstler wie in der temporären Ausstellung „SUMAQ PERÚ“ (2022), die vom peruanischen Kulturministerium unterstützt wird, wo das Museum versucht, die Werke lateinamerikanischer Künstler Werken aus anderen Kontinenten gegenüberzustellen. Die Ausstellung wurde von Milagros Zúñiga kuratiert und zeigt Werke internationaler Künstler wie José Sabogal, Adolfo Weber, Armando Meléndez, José Domínguez Hernández, Joao Rodríguez, Eduardo Mejorada, Daniel Garbade, Roberto López Ramírez und Ortega Manila.